# 神本雄也
神本雄也（日语：／ Kamoto Yūya，1994年9月14日—），日本男子竞技体操运动员，2010年夏季青年奥运会男子个人全能金牌得主和男子吊环银牌得主、2019年世界竞技体操锦标赛男子团体全能铜牌得主、2022年世界竞技体操锦标赛男子团体全能银牌得主。